# Baltic Medal
La Baltic Medal, in argento, è una decorazione militare britannica conferita dalla regina Vittoria d'Inghilterra a tutti i militari che parteciparono alla guerra di Crimea (1854-1856) contro l'Impero russo nel teatro del Mar Baltico e nella guerra delle Åland tra il 1854 ed il 1855.
La medaglia venne concessa perlopiù per azioni navali ma venne concessa anche a 106 uomini del corpo dei Royal Sappers and Miners che sbarcarono per sabotare le fortificazioni russe a Bomarsund ed a Sveaborg.

## Insegne
Medagliaè costituita da un disco d'argento sul quale è raffigurata sul diritto l'effigie della regina Vittoria d'Inghilterra rivolto verso sinistra e corredato dai titoli regali con legenda in latino. Sul retro si trovava la figura della Britannia con in mano un tridente, seduta tra le fortezze di Bomarsund e Sveaborg sullo sfondo. Sopra la figura si trova la scritta "BALTIC" e sotto le date "1854-1855". Le medaglie concesse agli uomini del corpo dei Royal Sappers and Miners riportavano sul bordo il nome dell'insignito.
Nastrogiallo con una fascia azzurra per parte, largo 31,7 mm.